# Víctor Avendaño
Víctor Avendaño (n. 5 iunie 1907, Buenos Aires, Argentina – d. 1 iulie 1984, Buenos Aires, Argentina) a fost un boxer ce a reprezentat Argentina, medaliat olimpic. A participat la o ediție a Jocurilor Olimpice (1928) în care a câștigat o medalie de aur.

## Participări
Lista de mai jos prezintă principalele competiții la care a participat Víctor Avendaño de-a lungul carierei.
- boxing at the 1928 Summer Olympics – light heavyweight[*]